# 均等名
均等名（きんとうみょう）とは、平安時代後期から鎌倉時代にかけて畿内を中心に見られた1-3町の前後の面積でほぼ均等規模に編成された名。均等名によって構成された荘園を均等名荘園（きんとうみょうしょうえん）という。

## 概要
荘園の田地は名田・除田（荒田・給田・屋敷地など）・一色田などに分かれていた。このうち名田部分はいくつかの部分に分けられて名主によって耕作されて年貢・公事が納められるが、その名田部分を一定の規模で均等に分割して年貢・公事の徴収上便宜を図ったのが均等名である。ただし、班田制など古代の制度に結びつける見解など、成立過程に関する異説が多く、その由来を確定させるのは困難である。
均等名には完全に均等な分割がなされた完全均等名とほぼ均等な分割（多少の誤差がある）がなされた不完全均等名がある。荘園領主の影響力の強い畿内の雑役免系荘園に多い形態であった。